# Hinako Ashihara
Hinako Ashihara (25 de enero de 1974-29 de enero de 2024) con nombre real Ritsuko Matsumoto (松本律子), fue una escritora japonesa de manga.

## Carrera
A lo largo de su carrera escribió e ilustró varias series de manga, como lo fueron: Homemade Home, Forbidden Dance, Sand Chronicles, Piece: Kanojo no Kioku, Tennen Bitter Chocolate, SOS, y Chouchou Kumo. Ashihara ganó el premio número 50 y 58 por sus mangas Sand Chronicles y Piece: Kanojo no Kioku respectivamente.
Su primera obra publicada fue «Sono Hanashi Okotowari Shimasu» (traducido literalmente como «esa dulce canción de órgano») y se estrenó en la revista mensual Betsucomi en 1994 y fue incluida en el libro de SOS.

## Muerte
Ashihara fue encontrada muerta en la prefectura de Nikkō, Tochigi el 29 de enero de 2024 bajo la sospecha de suicidio. Una alerta para personas perdidas fue llenada a su nombre un día antes a las 4 de la tarde cuando la policía recibió el aviso de que Ashihara estaba perdida.
Tres días antes de descubrir su cuerpo, Ashihara publicó en su blog una crítica hacía Nippon TV por una adaptación televisiva de su manga Sexy Tanaka-san por no ser fiel a su obra original, poco después borró su blog y se disculpó.
El 15 de febrero de 2024, NTV emitió un comunicado de prensa en el que se disculpó con la familia de Ashihara y el elenco y el equipo del drama televisivo, donde iniciaron una investigación con los representantes de Shogakukan.

## Obras
- Sexy Tanaka-san (2017–2024)[8]
- Bread & Butter (2013–2020)[9][10]
- Piece: Kanojo no Kioku (2008–2013)
- Konbini S (2008)
- The Moon and the Lake (Tsuki to Mizuumi) (2007)
- Butterfly Cloud (Chouchou Kumo) (2006)
- Bitter II (2004) (colaboradora)
- Sand Chronicles (Sunadokei) (2003–2006)
- SOS (2003)
- Bitter: Nakechau Koi Monogatari (2003) (colaboradora)
- Pinky Promise (Yubikiri) (2002)
- Tennen Bitter Chocolate (2001–2002)
- MiSS (2000–2001)
- Derby Queen (1999–2000)
- Forbidden Dance (Tenshi no Kiss) (1997–1998)
- Room Full of Falling Stars (Hoshifuru Heya de) (1997)
- Homemade Home (1996)
- Girls Lesson (1995–1996)